# Окно напротив (фильм, 1991)
«Окно напротив» (укр. Вікно навпроти) — советский детективный фильм, снятый режиссёром Эдуардом Дмитриевым на студии Укртелефильм в 1991 году по мотивам рассказа Уильяма Айриша. Другое название — «Попугай для сыщика».

## Сюжет
Детектив Джеффрис, восстанавливаяь дома после перелома ноги, от скуки развлекается изучением в бинокль повседневной жизни обитателей дома напротив. Из наблюдений у него создаётся впечатление, что один из соседей совершил преступление. Остаётся только проверить эту версию. В этом ему помогают слуга и знакомый полицейский инспектор.

## В ролях
- Валентинас Масальскис — Хелл Джеффрис
- Альберт Филозов — Сэм
- Владимир Басов-младший — Бойн
- Любомирас Лауцявичус — доктор Престон
- Борис Клюев — мистер Торвальд
- Вера Щуревская

## Съёмочная группа
- Режиссёр: Эдуард Дмитриев
- Сценаристы: Наталья Башкина, Эдуард Дмитриев
- Оператор: Игорь Примисский
- Композитор: Вадим Биберган
- Художник: Эдуард Колесов
- Звукорежиссёр: Георгий Стремовский
- Монтаж: Алла Гузик
- Дирижёр: Альгирдас Паулавичюс
- Редактор: Наталья Голик
- Директор: Татьяна Огородникова

## Критика
Фильм является экранизацией детектива У. Айриша «Окно во двор». Но сделан на уровне ординарной иллюстрации. Конечно, любопытно смотреть, как больной сыщик, лишенный возможности передвигаться, наблюдает за тем, что делается в окнах жильцов, живущих напротив. Таким образом он при помощи подзорной трубы и умозаключений заключает, что в одной из квартир совершено преступление. Как ни странно, в дальнейшем всё, что происходит на экране, неинтересно, ибо мы видим персонажей лишь через увеличительное стекло подзорной трубы детектива. И люди даны в статике, лишены естественных человеческих эмоций. И наблюдать за всем этим скучно.— журнал «Вестник», 1997 год

## См.также
- Окно во двор — экранизация того же рассказа Альфредом Хичкоком в 1954 году,
- статья в английской Википедии об экранизации 1998 года